# شورای اداری دولت
شورای اداری دولت (برمه‌ای: နိုင်ငံတော်စီမံအုပ်ချုပ်ရေးကောင်စီ; SAC یا နစက به اختصار SAC یا နစက) خونتای نظامی است که در حال حاضر بر میانمار حکم رانی می‌کند و توسط فرمانده کل خدمات دفاعی مین آنگ هلائینگ پس از کودتای فوریه ۲۰۲۱ و اعلام وضعیت اضطراری توسط دفاع ملی اعلام موجودیت کرد. بر پایه قانون اساسی، فرمانده کل قوا در شرایط اضطراری اختیار مطلقه هرسه نهاد مقننه، مجریه و قضاییه را به دست می‌گیرد. مین آنگ هلائینگ قدرت قانونگذاری خود را به SAC که ریاست آن را بر عهده دارد تفویض کرده است. تشکیلات مورد بحث یک دولت موقت را پایه‌گذاری کرده است که توسط مین آنگ هلائینگ به عنوان نخست‌وزیر میانمار رهبری می‌گردد.